# GNU nano
GNU nano és un editor de text per a sistemes Unix-like o per entorns que utilitzin línies d'ordres. Emula l'editor de text Pico, que forma part del client de correu electrònic Pine, tot afegint algunes funcionalitats addicionals. A diferència de Pico, nano es distribueix sota la llicència GPL. Va ser alliberat com a programari lliure l'any 1999 per Chris Allegretta, i es va afegir al Projecte GNU l'any 2001.

## Història
GNU nano va ser creat l'any 1999 per Chris Allegretta originalment amb el nom TIP (TIP Isn't Pico). El seu objectiu era crear un substitut de programari lliure per Pico. Més tard, al 10 de gener de l'any 2000, es va canviar el nom per nano, per tal d'evitar un conflicte amb el nom d'una utilitat d'Unix que ja existia. El nom prové del sistema de prefixos del SI, pel qual nano és 1000 vegades més gran que pico. El febrer de l'any 2001 nano va passar a formar part del Projecte GNU.
GNU nano implementa moltes funcionalitats inexistents a Pico, com ara el ressaltat de sintaxi, nombre de línies, cerca i substitució via expressions regulars, desplaçament de línia en línia, múltiples memòries internes, grups de línies de sagnat, suport per la reconfiguració de tecles i desfer i refer canvis.
L'11 d'agost de 2003, oficialment Chris Allegretta va passar la responsabilitat de mantenir nano a David Lawrence Ramsey, però el 20 de desembre de 2007 Ramsey va renunciar a ser el mantenidor de nano.
El juny de 2016, en la versió 2.6.0, el desenvolupador principal i altres membres del projecte nano van decidir per unanimitat deixar el Projecte GNU, arran de les discrepàncies sobre la política d'assignació del copyright per part de la Free Software Foundation, i per la creença que la propietat d'un copyright descentralitzat no impedia l'habilitat de fer complir la llicència GPL. Aquesta decisió va ser acceptada per Debian i per Arch Linux, mentre que el Projecte GNU la va rebutjar i la va considerar un fork. El 19 d'agost de 2016, Chris Allegretta va anunciar el retorn del projecte a la família GNU, arran de les concessions per part de GNU pel que fa a l'assignació del copyright específicament per a nano. Aquest retorn es va fer efectiu el setembre de 2016 quan es va alliberar la versió 2.7.0.

## Ús
GNU nano, com Pico, està orientat al teclat i es controla mitjançant tecles de control. Per exemple, Ctrl+O guarda el fitxer actual; Ctrl+W va al menú de cerca. GNU nano deixa sempre a la vista una "barra de dreceres" a la part inferior de la pantalla, llistant la majoria de comandes disponibles en el context actual. Per tal d'obtenir una llista completa, però, l'usuari sempre pot prémer Ctrl+G per tal d'accedir a la pantalla d'ajuda.
A diferència de Pico, nano utilitza la tecla meta per tal de commutar el seu funcionament. Per exemple, Meta+S activa o desactiva el mode de desplaçament suau. La majoria de funcionalitats que es poden especificar mitjançant la línia d'ordres es poden commutar. En els teclats sense aquesta tecla, sovint s'utilitza la tecla Esc com a substitut, de tal manera que per tal de simular, anem a dir, Meta+S, l'usuari ha de prémer Esc, després deixar de prémer-la, i finalment prémer S.
GNU nano també pot utilitzar dispositius amb punter, com per exemple un ratolí, per tal d'activar funcions que són a la barra de dreceres, o bé canviar la posició del cursor.